# Allan Cole
Allan George Cole (* 1943 in Philadelphia, Pennsylvania; † 29. März 2019 in Boca Raton, Florida) war ein amerikanischer Science-Fiction- und Fantasy-Autor. Darüber hinaus arbeitete er als Drehbuchautor und Journalist.

## Leben
Der Sohn eines früheren U-Bootoffiziers und späteren CIA-Mitarbeiters wurde in 1943 in Philadelphia, Pennsylvania, geboren. In der Folgezeit wuchs er in Europa, dem Nahen Osten und Fernost auf und besuchte dadurch 32 verschiedene Schulen. Ein Ausbildungsangebot der CIA lehnte er eigenen Worten zufolge ab. Er selbst schildert den Eindruck, den sein Vater ihm gegenüber gemacht habe, als er ihm Edgar Allan Poes Der Rabe vorgelesen habe, als mitausschlaggebend eines Tages auch Schriftsteller werden zu wollen. Den größten Einfluss hätten jedoch die Jahre in Zypern besessen, als ihm ein alter Lehrer William Shakespeares Der Sturm in Nikosia nahebrachte. Als er ins Collegealter kam, endete die Dienstzeit seines Vaters bei der CIA und die Familie zog nach Kalifornien, wo er seinen Schulabschluss machte. Danach arbeitete eine gewisse Zeit als Küchenchef in einigen Restaurants in Los Angeles.
Seit dem Sommer 1964 verdiente Cole sein Geld mit dem Schreiben, zunächst als Journalist. In Los Angeles arbeitete er 14 Jahre lang als Redakteur einer Zeitung und im Bereich des Investigativen Journalismus. Seit Sommer 1979 schrieb er als Drehbuchautor für das nordamerikanische Fernsehen. Im deutschsprachigen Raum ist er vor allen Dingen als Buchautor bekannt.
Allan Cole arbeitete mit Chris Bunch, den er seit seinem ersten Seniorjahr am College kannte, an der Science-Fiction-Reihe The Sten Chronicles als Autorenduo zusammen. Ebenso verlief ihre Arbeit bei der Far Kingdoms Series, und dem Vietnam-Romane A Reckoning For Kings sowie dem historischen Roman Daughter Of Liberty. Mit seinem Onkel, Thomas Grubb, verfasste er ein non-fiktionales dokumentarisches Buch namens A Cop's Life auf der Basis dessen Erfahrungen als Polizist und zusammen mit dem russischen Autor Nik Perumow Lords of Terror.
Alleine verfasste er die zur Timura-Saga und des Zyklus Die Reise in die Fernen Königreiche gehörenden Romane sowie die beiden Thriller Dying Good und Drowned Hopes. Als Allan Lucky Cole gab er 2009 nach drei Jahren des Schreibens einen autobiografisch eingefärbten Coming out of age-Jugendroman mit dem Titel Lucky In Cyprus: A True Story About A Teacher, A Boy, An Earthquake, Some Terrorists, And The CIA heraus, der seine eigenen Erfahrungen in Zypern verarbeitete und dessen Stoff er 50 Jahre mit sich herumgetragen habe.
Im Laufe der Jahrzehnte schrieb er darüber hinaus bis 1998 24 Drehbücher für US-amerikanische Fernsehserien wie Quincy, Detektiv Rockford – Anruf genügt, Der unglaubliche Hulk, Die Astro-Dinos, Buck Rogers, Magnum, Das A-Team, Der Werwolf kehrt zurück, Grüße aus dem Jenseits, und Walker, Texas Ranger.
Für die Fernsehserie Kampfstern Galactica bearbeitete er auf Druck der Universal Studios 1980 einige Drehbücher, ohne die Serie retten zu können, da Regisseure wie Vince Edwards zum Entsetzen Glen A. Larsons das Produktionsgeld für missglückte Effekte vergeudeten. Cole und Chris Bunch, der auch hier mit ihm zusammenarbeitete, hätten demonstrativ eine 13 an die Tür ihres Büros geklebt, um die Hoffnungslosigkeit des Projekts, das unter zu vielen Produzenten und den schwachen Drehbuchvorlagen Larsons gelitten habe, zu veranschaulichen. Dabei hätte die Serie, wenn man sich die Zeit für die Entwicklung der Charaktere genommen hätte, nach Coles und Bunchs Auffassung ein ähnliches Langzeitpotential wie Raumschiff Enterprise gehabt.
Zum Film kam er durch Jack Klugman, den Hauptdarsteller des Dr. Quincy, für den er ein speziell auf dessen frühere Leistungen als Amateur-Boxer zugeschnittenes Drehbuch verfasste. Klugmann hatte in seiner Jugend für die Philadelphia Boxing Association geboxt, dessen Begründer unter anderem der Großvater und Großonkel Coles gewesen waren, womit der Ausgangspunkt für diese Beziehung geschaffen war.
Die Zusammenarbeit mit seinem langjährigen Co-Autor Chris Bunch beschrieb Cole folgendermaßen: zunächst hätten beide in der Diskussion die Story-Outline eines Buches umrissen und dann die Kapitel nach ihren jeweiligen Fähigkeiten aufgeteilt, um sie dann gegenzulesen und korrigieren. Nach diesem Rohschnitt hätten sie diesen Arbeitsprozess mehrere Male wiederholt, um dann das Manuskript an ihren Verleger zu schicken.
Seine Bücher sind ins Deutsche, Hebräische, Niederländische, Polnische, Rumänische, Russische, Tschechische und Ungarische übersetzt worden. Dies drückt sich auch in seinen sehr aktiven Bücher-Vortragsreisen quer durch Europa aus, die er selbst „whirlwind book tour“ nennt, da sieben Länder innerhalb eines Monats bereist.
Zuletzt lebte er zusammen mit seiner Frau Kathryn, der Schwester seines Freundes und Kollegen Chris Bunch, in Boca Raton, Florida.

## Bibliografie

### Serien und Zyklen
Die Sten-Chroniken (mit Chris Bunch)
- 1 Sten (1982)
  - Deutsch: Stern der Rebellen. Übersetzt von Gerald Jung. Goldmann-Taschenbuch #25000, 1996, ISBN 3-442-25000-5.
- 2 The Wolf Worlds (1984)
  - Deutsch: Kreuzfeuer. Übersetzt von Gerald Jung. Goldmann-Taschenbuch #25001, 1996, ISBN 3-442-25001-3.
- 3 The Court of a Thousand Suns (1985)
  - Deutsch: Das Tahn-Kommando. Übersetzt von Gerald Jung. Goldmann-Taschenbuch #25002, 1996, ISBN 3-442-25002-1.
- 4 Fleet of the Damned (1988)
  - Deutsch: Division der Verlorenen. Übersetzt von Gerald Jung. Goldmann-Taschenbuch #25003, 1996, ISBN 3-442-25003-X.
- 5 Revenge of the Damned (1989)
  - Deutsch: Feindgebiet. Übersetzt von Gerald Jung. Goldmann-Taschenbuch #25004, 1996, ISBN 3-442-25004-8.
- 6 The Return of the Emperor (1990)
  - Deutsch: Morituri – die Todgeweihten. Übersetzt von Gerald Jung. Goldmann-Taschenbuch #25005, 1997, ISBN 3-442-25005-6.
- 7 Vortex (1992)
  - Deutsch: Vortex – Zone der Verräter. Übersetzt von Gerald Jung. Goldmann-Taschenbuch #25006, 1997, ISBN 3-442-25006-4.
- 8 Empire’s End (1993)
  - Deutsch: Tod eines Unsterblichen. Übersetzt von Gerald Jung. Goldmann-Taschenbuch #25007, 1997, ISBN 3-442-25007-2.
- 9 Sten and the Mutineers (2016)
- 10 Sten and the Pirate Queen (2018)
- Sten And The Star Wanderers (2013)

Sammelausgaben:
- Battlecry (Sammelausgabe von 1–3; 2010; auch: The Sten Omnibus #1, 2016)
- The Alex Kilgour Joke Book (2011)
- The Sten Cookbook (2011)
- Death Match: Sten Omnibus 3 (Sammelausgabe von 7 und 8; 2012; auch: The Sten Omnibus #3: Vortex / Empire’s End, 2017)
- Empire Day: 2013: A Sten Celebration (2012)
- Juggernaut: Sten Omnibus 2 (Sammelausgabe von 4–6; 2012; auch: The Sten Omnibus #2, 2016)

Anteros – Far Kingdoms / Die Reise in die Fernen Königreiche (mit Chris Bunch)
- 1 The Far Kingdoms (1985)
  - Deutsch: Die fernen Königreiche. Übersetzt von Jörn Ingwersen. Goldmann-Taschenbuch #24608, 1994, ISBN 3-442-24608-3.
- 2 The Warrior’s Tale (1993)
  - Deutsch: Das Reich der Kriegerinnen. Übersetzt von Jörn Ingwersen. Goldmann-Taschenbuch #24609, 1995, ISBN 3-442-24609-1.
- 3 Kingdoms of the Night (1995)
  - Deutsch: Das Reich der Finsternis. Übersetzt von Jörn Ingwersen. Goldmann-Taschenbuch #24610, 1996, ISBN 3-442-24610-5.
- 4 The Warrior Returns (1996)
  - Deutsch: Die Rückkehr der Kriegerin. Übersetzt von Jörn Ingwersen. Goldmann Fantasy #24686, 1996, ISBN 3-442-24686-5.

Shannon-Trilogie (mit Chris Bunch)
- 1 A Daughter of Liberty (1993)
- 2 A Reckoning for Kings: A Novel of the Tet Offensive (1987)
- 3 The Wars of the Shannons (2009)

Timura-Trilogie
- 1 When the Gods Slept (1997; auch: Wizard of the Winds)
  - Deutsch: Zauberer der Lüfte. Übersetzt von Andreas Helweg. Goldmann Fantasy #24720, 1998, ISBN 3-442-24720-9.
- 2 Wolves of the Gods (1998)
  - Deutsch: Die Wölfe der Götter. Übersetzt von Andreas Helweg. Goldmann Fantasy #24721, 1998, ISBN 3-442-24721-7.
- 3 The Gods Awaken (1999)
  - Deutsch: Die Götter erwachen. Übersetzt von Andreas Helweg. Goldmann Fantasy #24722, 2000, ISBN 3-442-24722-5.
- The Complete Timuras (Sammelausgabe von 1–3; 2005, Sammelausgabe)

Werewolf (mit Chris Bunch)
- 1 The Wolf Who Thought He Was A Man (2011)
- 2 The Black Ship (2011)
- 3 Let Us Prey (2011)
- 4 Nightmare In Blue (2011)
- 5 Wolfhunt (2011)
- 6 Big Daddy (2011)
- 7 King Of The Road (2011)
- 8 A Material Girl (2011)
- 9 Amazing Grace (2011)
- To Dream Of Wolves – Part 1 (2011)
- To Dream Of Wolves – Part 2 (2011)

### Romane
- Dying Good (2004; als Allan George Cole)
- Drowned Hopes (2005; als Allan George Cole)
- Lords of Terror (2006; auch: The Hate Parallax, 2011; mit Nick Perumov)
- A Cop’s Life (2009)
- Freedom Bird (2009; mit Chris Bunch)
- MacGregor (2009)
- The Hate Parallax (2011; mit Nick Perumov)
- MacGregor In: Dying Good (Roman und Drehbuch, 2011)
- The Spymaster’s Daughter (2013; mit Susan Cole Beck)
- S.O.S. (2018)

### Kurzgeschichten
1998:
- The Blacksmith’s Daughter (1998)
  - Deutsch: Die Tochter des Schmieds. Übersetzt von Andreas Helweg. In: Melissa Andersson und Jennifer Roberson (Hrsg.): Jenseits von Avalon. Knaur Excalibur #70163, 1999, ISBN 3-426-70163-4.

2019:
- The Monster at World’s End (2019, in: John Gregory Betancourt (Hrsg.): Short Things: Tales Inspired by „Who Goes There?“ by John W. Campbell, Jr.)
- Shadow Boxing with the Devil (2019, in: Barry Hoffman und Richard Christian Matheson (Hrsg.): Brothers in Arms: Stories in Tribute to Richard Matheson’s Beardless Warriors)

### Autobiografie
- Lucky In Cyprus: A True Story About A Teacher, A Boy, An Earthquake, Some Terrorists, And The CIA (2009, als Allan Lucky Cole)
- My Hollywood MisAdventures (2011)

### Drehbücher und Stücke
- Crosses (2012; mit Chris Bunch)
- The Further Adventures Of Huckleberry Finn (2012; mit Chris Bunch)
- The Last Green River (2012; mit Chris Bunch)
- Arochuku (2013; mit Chris Bunch)
- MacGregor: The Screenplay (2013)